# Protocollo di Alessandria
Il Protocollo di Alessandria è un accordo sottoscritto il 7 ottobre 1944 ad Alessandria d'Egitto da Egitto, Iraq, Siria, Giordania e Libano, che ha portato alla formazione della Lega degli Stati Arabi l'anno successivo.
L'accordo stabilisce che tutti i Paesi partecipanti saranno rappresentati su un piano di parità. L'obiettivo principale di questa organizzazione è quello di rafforzare le relazioni tra gli stati arabi e di partecipare attivamente al coordinamento dei loro piani politici e di politica estera, senza interferenze con la loro indipendenza, ma prevedendo mutua protezione in caso di aggressione contro uno Stato membro.
L'incontro di Alessandria vide la partecipazione di cinque commissioni rappresentanti i futuri membri della Lega araba in Medio Oriente.